# John Ainsworth (MP por Worcester)
John Ainsworth (por volta de 1523 - 1558 ou 1559), de Pershore e Worcester, foi um político inglês.

## Biografia
Educado em Cambridge em 1522, obteve o diploma de BA em 1526/1527. Ocupou os cargos de Membro dos Vinte e Quatro, Worcester em 1544, auditor em 1547–1548, 1553–1554, e camareiro em 1548–1549. Ainsworth pode ter promovido a lei que pôs de lado um estágio de sete anos para fabricantes de roupas em Worcester e outras cidades.
Ainsworth foi membro do Parlamento de Inglaterra por Worcester em abril de 1554.